# Диатта, Ламин
Ламин Диатта (фр. Lamine Diatta; 2 июля 1975, Дакар) — сенегальский футболист. Играл за французские клубы «Тулуза», «Марсель», «Ренн», «Лион», «Сент-Этьен», английские «Ньюкасл Юнайтед» и «Донкастер Роверс», турецкий «Бешикташ», шотландский «Гамильтон», катарский «Аль-Ахли» и тунисский «Этуаль дю Сахель».

## Международная карьера
Диатта попал в состав сборной Сенегала на Чемпионате мира 2002 года. Из 5-и матчей Сенегала на турнире Диатта появлялся в стартовом составе команды во всех пяти: в играх группового турнира против сборных Франции, Дании, Уругвая, во встречах 1/8 финала со Швецией и 1/4 финала с Турцией. Все игры Диатта провёл без замен, не получив ни одной карточки.

## Достижения
Олимпик Лион
- Чемпион Франции (2): 2004/05, 2005/06